# Anderson (football, 1983)
Pour les articles homonymes, voir Anderson.
Anderson Alves da Silva est un footballeur brésilien né le 10 janvier 1983 à Rio de Janeiro.

## Carrière
- 2000-2007 : CR Flamengo  Brésil
- 2003-2005 : SER Caxias do Sul (prêt)  Brésil
- 2005-2006 : União Leiria (prêt)  Portugal
- 2006-2007 : Fátima (prêt)  Portugal
- 2007 : Adap Galo Maringá  Brésil
- 2007 : Rio Branco  Brésil
- 2008-2010 : Criciúma  Brésil
- 2009-2010 : Gold Coast United (prêt)  Australie
- 2010-2011 : Gold Coast United  Australie